# Дерёмов, Александр Леонидович
Алекса́ндр Леони́дович Деремов (28 октября 1949, Ростовская область, РСФСР, СССР — 2004) — советский футболист, крайний защитник. Мастер спорта СССР (1971).

## Карьера

### Клубная
Начинал карьеру в составе клуба «Ростсельмаш». В 1969 перешёл в клуб «Дружба» (Майкоп), где за 2 года на позиции защитника сумел забить 5 мячей.
В 1971 приглашен в Ленинград, выступал за «Зенит» Ленинград. В высшей лиге сыграл 104 матча, забил 3 гола.
Вместе с ним в составе «Зенита» играл двоюродный брат Юрий.
В 1976 вернулся в Ростов-на-Дону. Закончил карьеру в 1978 в клубе «Спартак» (Орджоникидзе).
В составе сборной СССР провел 1 игру — 5 августа 1973 года против сборной Швеции. Вышел на поле на 81-й минуте, заменив защитника Реваза Дзодзуашвили.

### Тренерская
После завершения игровой карьеры стал тренером. Под его руководством играли команды «Дружба» (Майкоп) (1981), «Турбина» (1982—1983), «Луч» (1988).
Скончался в 2004 году.
С 2009 года в Ростовской области проводится футбольный турнир, посвященный памяти Деремова.
Внук Александра Дерёмова, Давид, по состоянию на 2010 год занимался в футбольной школе клуба «Ростов».